# Juliomäuse
Die Juliomäuse (Juliomys) sind eine Nagetiergattung aus der Gruppe der Neuweltmäuse. Die Gattung wurde im Jahr 2000 aufgestellt und umfasst vier Arten, die im südöstlichen Südamerika leben.

## Merkmale
Es sind relativ kleine Vertreter der Neuweltmäuse, ihr Fell ist an der Oberseite rötlich gefärbt, die Unterseite ist heller. Sie sind vorwiegend baumbewohnend, ansonsten ist über ihre Lebensweise wenig bekannt.

## Systematik
Es werden vier Arten unterschieden:
- Die Zierliche Juliomaus (Juliomys ossitenius) wurde 2007 erstbeschrieben. Die Art ist von Espírito Santo bis São Paulo verbreitet.[1]
- Die Kleine Juliomaus (Juliomys pictipes) ist in Südost-Brasilien (São Paulo und Santa Catarina) und Nordost-Argentinien (Misiones) verbreitet. Die Art wurde früher in die Gattung Wilfredomys eingeordnet.
- Die Berg-Juliomaus (Juliomys rimofrons) wurde 2002 erstbeschrieben ist nur aus dem brasilianischen Bundesstaat Minas Gerais bekannt.
- Die Araukarien-Juliomaus (Juliomys ximenezi) wurde 2016 aus dem südlichen Brasilien erstbeschrieben.[2]

Das Gattungsepitheton wurde zu Ehren des argentinischen Biologen Julio Rafael Contreras (1933–2017) vergeben.

## Status und Schutz
Über den Gefährdungsgrad der Arten ist wenig bekannt. Die IUCN führt nur J. pictipes an und listet die Art als nicht gefährdet.

## Belege
1. ↑  Leonora P. Costa, Silvia E. Pavan, Yuri L. R. Leite, Valéria Fagundes: A new species of Juliomys (Mammalia: Rodentia: Cricetidae) from the Atlantic forest of southeastern Brazil. In: Zootaxa. Bd. 1463, 2007, ISSN 1175-5326, S. 21–37.
2. ↑  Alexandre U. Christoff, Emerson M. Vieira, Larissa R. Oliveira, Juliana W. Gonçalves, Victor H. Valiati, Paulo S. Tomasi: A new species of Juliomys (Rodentia, Cricetidae, Sigmodontinae) from the Atlantic Forest of Southern Brazil. Journal of Mammalogy 97 (5), 2016; S. 1469–1482. doi:10.1093/jmammal/gyw082
3. ↑  Beolens, Watkins & Grayson: The Eponym Dictionary of Mammals. Johns Hopkins University Press, Baltimore 2009, ISBN 978-0-8018-9304-9, S. 84 (Contreras).